# Francesco III Ordelaffi
Francesco III Ordelaffi detto Cecco III (1349 – 8 settembre 1405), della nobile famiglia degli Ordelaffi, fu signore di Forlì.

## Biografia
Era figlio primogenito di Giovanni e di Taddea Malatesta.
Il 13 dicembre 1385, di concerto con il fratello Pino, depose e imprigionò lo zio Sinibaldo, che fu poi assassinato.
Uomo d'armi, fu al servizio della Repubblica di Venezia. Nel 1387, sconfisse, presso Castrocaro, Guido d'Asciano. 
Poco si curò delle faccende di governo, lasciandole al più ambizioso fratello, cui tuttavia succedette nel 1402.
Morì assassinato nel 1405. Nella signoria gli succedette il cugino Giorgio Ordelaffi.

## Discendenza
Il 14 aprile 1388 sposò Caterina Gonzaga (morta nel 1438), figlia di Guido II Gonzaga, da cui ebbe due figlie:
- Lucrezia (20 settembre 1389-1404), sposò Andrea Malatesta;
- Taddea (18 febbraio 1393-?)[2].

Ebbe anche un figlio naturale, Antonio (c.1388-1448), signore di Forlì.